# José Ramón Villeda Morales

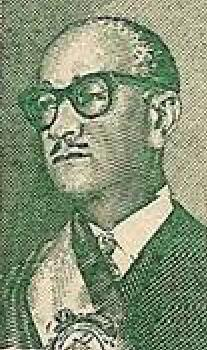
José Ramón Adolfo Villeda Morales

José Ramón Adolfo Villeda Morales (* 26. November 1908 in Ocotepeque, Honduras; † 8. Oktober 1971 in New York City) war vom 21. Dezember 1957 bis zum 3. Oktober 1963 Präsident von Honduras.

## Leben
Seine Eltern waren Dolores Morales Corleto und José María Villeda Chávez.
Er studierte Humanmedizin und gab die Zeitschrift Juventud Médica Hondureña heraus sowie mit anderen Studenten die El Universitario. Er war Vorsitzender der Federación de Estudiantes Universitarios sowie Auslandsvertreter der Juventud universitaria de Honduras.
Er wurde Arzt, machte einen Doktor in Medizin und Chirurgie und arbeitete im Hospital de Occidente in Santa Rosa de Copán.
Am 25. April 1936 heiratete er die Lehrerin Alejandrina Bermúdez Milla.
Sie hatten sechs Söhne: Ramón Adolfo, Rubén Antonio, Alejandro, Mauricio, Leonardo und Juan Carlos.
1937 erhielt er ein Stipendium von der Alexander von Humboldt-Stiftung, um sich in Berlin als Facharzt zu spezialisieren.
1940 richtete er sich eine Praxis in Tegucigalpa ein.
Er wurde Vorsitzender der ärztlichen Standesvereinigung in Tegucigalpa.
Er richtete die erste Ambulanz des Cruz Roja Hondureña ein, wo Tausende Arme medizinische Behandlungen gratis erhielten.
1948 war er Aktivist der Partido Liberal de Honduras.
1949 war er Vorsitzender des Consejo Supremo Liberal Parteirates.
Er gründete die Tageszeitung El Pueblo.
Im Mai 1953 legte er auf einem Parteikonvent der Partido Liberal de Honduras ein Parteistatut und ein Parteiprogramm vor.
Am 25. April 1954 nominierte der Parteikonvent der Partido Liberal de Honduras José Ramón Villeda Morales zum Präsidentschaftskandidat.
Bei den Wahlen am 10. Oktober 1954 wurde José Ramón Villeda Morales so häufig gewählt, dass ihn Julio Lozano Díaz aus Honduras abschieben ließ und er nach Costa Rica ins Exil ging.
Nach dem Sturz von Julio Lozano Díaz wurde er von der Militärjunta unter Héctor Caraccioli Moncada als Botschafter nach Washington geschickt.
Am 21. August 1957 wurde zu den Wahlen der Delegierten zur verfassungsgebenden Versammlung aufgerufen.
Am 26. August 1957 kehrte er nach Honduras zurück. Er wurde in San Pedro Sula von 100.000 Menschen begrüßt.
Von der verfassungsgebenden Versammlung wurde er im November 1957 mit 37 zu 20 Stimmen zum Präsidenten gewählt.
Er schloss mit Kenneth H. Redmond (* 1896 in Indiana), seit 1951 der Nachfolger von Sam Zemurray, und Whiting Willauer (1906–1962), vom 5. März 1954 bis 24. März 1958 US-Botschafter in Honduras, den Pacto de Agua Azul.
Er trat sein Präsidentenamt am 21. Dezember 1957 an.
Unter seiner Präsidentschaft wurden Wohlfahrtsleistungen eingeführt und eine neue Arbeitsgesetzgebung in Kraft gesetzt.
Unter seiner Präsidentschaft hatte Honduras vergleichsweise attraktive Bedingungen für Reeder, was zu Ausflaggungen führte.
Am 12. Juli 1959 ließ Coronel Armando Velásquez Cerrato die Präsidien der Policía Nacional, das Telegrafenamt und die Militärakademie besetzen. José Ramón Adolfo Villeda Morales löste die Policía Nacional auf. Er gründete die 2.000 Mann starke Guardia Civil, eine Parteimiliz der Partido Libaral de Honduras, welche vom Justizverwaltungsministerium besoldet wurde und am 6. September 1961 am Massaker Matanza de Los Laureles beteiligt war.
Im April 1961 brach die Regierung Ramón Villeda Morales die Beziehungen mit der Regierung Fidel Castro ab. Anschließend wurde Kuba aus der Organisation Amerikanischer Staaten ausgeschlossen.
Seine Politik korrespondierte zum US-Programm Alliance for Progress.

## Regierungskabinett
- Stellvertreter: Francisco Milla Bermúdez, Juan Miguel Mejía, José Mejía Arellano
- Regierungs- und Justizverwaltungsminister: Lisandro Valle.
- Außenminister: Andrés Alvarado Puerto.
- Minister für Bodenschätze: Francisco Milla Bermúdez.
- Gesundheits- und Wohlfahrtsminister: Rafael Martínez Valenzuela
- Finanz- und Wirtschaftsminister: Fernando Villar, Jorge Bueso Arias
- Minister für Kommunikation und öffentliche Arbeiten: Roberto Martínez Ordoñez
- Bildungsminister: Miguel Angel Mejía, José Martínez Ordoñez.
- Arbeits- und Sozialminister: Oscar Armando Flores Midence
- Minister für Innere Sicherheit und Verteidigung: Antonio Molina Ortiz[6]

Nach der Verfassung hätte seine Amtszeit bis zum 21. Dezember 1963 gedauert.
Die traditionelle Machtelite Honduras befürchtete, dass er bei Präsidentschaftswahlen am 10. Oktober 1963 zum Präsidenten gewählt worden wäre und mit diesem Mandat ihre Machtposition angetastet hätte.
Am Vormittag des 3. Oktober 1963 wurde José Ramón Adolfo Villeda Morales an Bord einer C-47 der Fuerza Aérea Hundureña nach Costa Rica ins Exil geflogen und etwa 500 Mann der Guardia Civil erschossen. John F. Kennedy ließ die diplomatischen Beziehungen zum Oswaldo-López-Arellano-Regime einstellen.
Unter Ramón Ernesto Cruz wurde er als Vorsitzender der Ständigen Vertretung von Honduras bei den Vereinten Nationen am 20. September 1971 akkreditiert.
Nach ihm wurde der Internationale Flughafen Ramón Villeda Morales in San Pedro Sula benannt.